# 21 mars 1940
Le jeudi 21 mars 1940 est le 81e jour de l'année 1940.

## Naissances
- Chip Taylor, chanteur américain
- Gerhard Zemann (mort le 14 avril 2010), acteur autrichien
- Kathryn Kusner, cavalière américaine de saut d’obstacles
- Paul Friedrichs (mort le 30 août 2012), pilote de motocross professionnel est-allemand
- Robert Weyn, footballeur belge
- Rorschach (mort le 2 novembre 1985), personnage de fiction de la série Watchmen
- Ryszard Zapała (mort le 1er mai 2012), coureur cycliste polonais
- Solomon Burke (mort le 10 octobre 2010), chanteur de musique soul
- Vladimir Lissounov (mort le 27 juillet 2000), peintre russe

## Décès
- Felice Nazzaro (né le 4 décembre 1881), pilote automobile italien
- Paul Passy (né le 13 janvier 1859), linguiste, philologue et romancier français

## Événements
- Paul Reynaud devient Premier ministre de la France.
- Le gouvernement français achète tout le stock d'eau lourde (165 litres) disponible en Norvège. L'eau lourde est essentielle pour poursuivre les recherches nucléaires.
- Élection générale albertaine. William Aberhart (crédit social) est réélu premier ministre de l'Alberta.
- Royaume d'Irak : le Premier ministre Nuri as-Said démissionne et entre dans un nouveau gouvernement dirigé par Rashid Ali en tant que ministre des Affaires étrangères. Il refuse de rompre les relations diplomatiques avec l’Italie en juin, marquant ainsi l’indépendance de l’Irak par rapport à la Grande-Bretagne. Après la défaite française, l’Irak cherche un accord avec l’Allemagne. Le mufti de Jérusalem, réfugié en Irak, entre en contact avec l’Axe en été. Berlin répond de manière vague.